# Okręgowe rozgrywki w piłce nożnej woj. białostockiego (1926)
Drużyny z województwa białostockiego występują w rozgrywkach okręgu wileńskiego
Okręgowe rozgrywki w piłce nożnej województwa białostockiego prowadzone są przez Wileński Okręgowy Związek Piłki Nożnej.
Mistrzostwo Okręgu Wileńskiego zdobyła drużyna WKS Pogoń Wilno.
| Rozgrywki | Poziomy rozgrywkowe w sezonie 1926 | Poziomy rozgrywkowe w sezonie 1926 | Poziomy rozgrywkowe w sezonie 1926 | Poziomy rozgrywkowe w sezonie 1926 | Poziomy rozgrywkowe w sezonie 1926 |
| --------- | ---------------------------------- | ---------------------------------- | ---------------------------------- | ---------------------------------- | ---------------------------------- |
| Centralne | I poziom ligowy                    | Mistrzostwa Polski                 | Mistrzostwa Polski                 | Mistrzostwa Polski                 | Mistrzostwa Polski                 |
| Okręgowe  | II poziom ligowy                   | Klasa A (Wilno)                    | Klasa A (Wilno)                    | Klasa A (Wilno)                    | Klasa A (Wilno)                    |
| Okręgowe  | III poziom ligowy                  | Klasa B - gr.I                     | Klasa B - gr.II                    | Klasa B - gr.III                   | Klasa B - gr.IV                    |
| Okręgowe  | IV poziom ligowy                   | Klasa C - gr.I                     | Klasa C - gr.II                    | Klasa C - gr.III                   | Klasa C - gr.IV                    |

## Klasa A (Wileńska) - II poziom rozgrywkowy
| Poz. | Drużyna                | M  | Z | R | P | Bramki | Punkty | zmiany WOZPN |
| ---- | ---------------------- | -- | - | - | - | ------ | ------ | ------------ |
| 1    | WKS 1PP Wilno          | 10 | - | - | - | b.d.   | 13     | (2)m.        |
| 2    | WKS Pogoń Wilno        | 10 | - | - | - | b.d.   | 12     | (1)m.        |
| 3    | WKS 42PP Białystok (b) | 10 | - | - | - | b.d.   | 10     | (spadek)     |
| 4    | Makabi Wilno (b)       | 10 | - | - | - | b.d.   | 10     | (spadek)     |
| 5    | Cresovia Grodno (b)    | 10 | - | - | - | b.d.   | 9      | (4)m.        |
| 6    | Wilja Wilno            | 10 | - | - | - | b.d.   | 6      | (3)m.        |

- Wileńska klasa A wzbogacona drużynami z Białegostoku i Grodna zakończyła swoje rozgrywki w dość spektakularny sposób. Mianowicie po zakończonym sezonie przy "zielonym" stoliku zmieniono wyniki poszczególnych meczów przyznając walkowery na korzyść drużyn Wileńskich, w rezultacie czego ostatni klub Wilja Wilno utrzymał się w lidze, a spadł WKS 42 PP Białystok.

## Klasa B - III poziom rozgrywkowy
Faza finałowa - eliminacje do klasy A
- Finał : WKS 76PP Grodno : Ognisko Wilno 3:1, 2:4, zdecydował 3 mecz (b.d. - zwycięstwo Ogniska), awans Ognisko.[1]
- Półfinał: Ognisko Wilno : WKS 85PP Nowa Wilejka 4:1, awans Ogniska Wilno.[2]
- Półfinał: WKS 76PP Grodno : Sparta Białystok (b.d.), awans WKS 76 PP Grodno.

Grupa wileńska
| Poz.                                       | Drużyna               | M | Z | R | P | Bramki | Punkty |
| ------------------------------------------ | --------------------- | - | - | - | - | ------ | ------ |
| 1                                          | WKS 85PP Nowa Wilejka | 1 | - | - | - | 0-4    | 0      |
| ?                                          | Makabi II Wilno       | 1 | - | - | - | 4-0    | 2      |
| ?                                          | b.d.                  |   | - | - | - |        |        |
| ?                                          | b.d.                  |   | - | - | - |        |        |
| Makabi II Wilno : WKS 85PP Nowa Wiejka 4-0 |                       |   |   |   |   |        |        |

Grupa baranowicka
| Poz. | Drużyna               | M | Z | R | P | Bramki | Punkty |
| ---- | --------------------- | - | - | - | - | ------ | ------ |
| 1    | Ognisko WIlno         |   | - | - | - |        |        |
| ?    | WKS 78 PP Baranowicze |   | - | - | - |        |        |
| ?    | b.d.                  |   | - | - | - |        |        |
| ?    | b.d.                  |   | - | - | - |        |        |

Grupa białostocka
| Poz. | Drużyna              | M | Z | R | P | Bramki | Punkty |
| --- | -------------------- | - | - | - | - | ------ | ------ |
| 1 | PKS Sparta Białystok | 2 | - | - | - | 14-2   | 4      |
| 2 | ŻKS Białystok        | 1 | - | - | - | 2-3    | 0      |
| 3 | BOSO Białystok       | 2 | - | - | - | 1-15   | 0      |
| 4 | b.d.                 |   | - | - | - |        |        |
| Sparta Białystok : ŻKS Białystok 3:2 Sparta Białystok : BOSO Białystok 4-1 Sparta Białystok : BOSO Białystok 11:0 |                      |   |   |   |   |        |        |

Grupa grodzieńska
| Poz.                                  | Drużyna          | M | Z | R | P | Bramki | Punkty |
| ------------------------------------- | ---------------- | - | - | - | - | ------ | ------ |
| 1                                     | WKS 76 PP Grodno | 1 | - | - | - | 5-1    | 2      |
| 2                                     | Hasmonea Grodno  | 1 | - | - | - | 1-5    | 0      |
| 3                                     | b.d.             |   | - | - | - |        |        |
| 4                                     | b.d.             |   | - | - | - |        |        |
| WKS 76PP Grodno : Hasmonea Grodno 5:1 |                  |   |   |   |   |        |        |

## Klasa C - IV poziom rozgrywkowy
Prawdopodobnie były 4 grupy klasy C.